# George Chip
George Chipulonis (Scranton, 25 de agosto de 1888 - New Castle, 8 de novembro de 1960) foi um pugilista americano, campeão mundial dos pesos-médios entre 1913 e 1914.

## Biografia
George Chip começou a lutar boxe em 1909, em um início de carreira não muito promissor, com o acúmulo de muitos resultados inconsistentes. Todavia, em 1913, Chip acabou conquistando o título mundial dos pesos-médios, depois de ter nocauteado o campeão Frank Klaus no sexto assalto. 
Uma vez campeão do mundo, Chip defendeu seu título em cinco oportunidades, sem contar uma revanche contra Klaus, na qual Chip tornou a nocautear o ex-campeão. Essa luta contra Klaus, porém, não consta como uma defesa de título dos médios, haja vista que ambos lutadores estavam abaixo do peso.
Finalmente, em 1914, Chip acabou perdendo seu título para Al McCoy, em um surpreendente nocaute logo no primeiro assalto. Depois, Chip continuou lutando boxe até 1922, em uma carreira bastante irregular.